# Rhodacaropsis cheungae
Rhodacaropsis cheungae är en spindeldjursart som beskrevs av Malcolm Luxton 1992. Rhodacaropsis cheungae ingår i släktet Rhodacaropsis och familjen Rhodacaridae. Inga underarter finns listade i Catalogue of Life.